# 1251 Avenue of the Americas
L'Exxon Building, tan conegut amb el nom de 1251 Avenue of the Americas (la seva adreça) és un gratacel de New York. Situat a la Sisena Avinguda, que porta també el nom d'Avenue of the Americas, forma part del Rockefeller Center, i dels XYZ Buildings, tres torres d'arquitectures veïnes. Els plànols de l'edifici daten de 1963, i van ser realitzats per Harrison i Abramovitz.

## Històric

Emplaçament del 1251 Avenue of the Americas al Rockefeller Center.

Les tres lletres XYZ corresponen a la talla creixent dels tres gratacels. L'Exxon Building correspon a la X, i mesura 229 metres per a 54 pisos, tot i que va ser el segon en construir-se, el 1971. L'edifici Y és el McGraw-Hill Building, construït el 1969 i que mesura 206 metres, i el Z és el Celanese Building, que culmina a 180 metres. L'Exxon Building constitueix el segon edifici més alt del Rockefeller Center darrere el GE Building, que ateny 259 metres.
Encara que els tres edificis portin el nom d'empreses americanes, només el Mac Graw Hill és actualment ocupat per l'empresa. La companyia ExxonMobil ha desplaçat les seves oficines a Brooklyn, i ja no posseeix ara cap edifici al Rockefeller Center.